# Pseudoacondroplasia
La pseudoacondroplasia, también llamada displasia espondiloepifisaria, es una enfermedad hereditaria que afecta al crecimiento de los huesos y puede provocar enanismo. Causa diversas malformaciones, entre ellas piernas arqueadas, laxitud articular, escoliosis y manos y pies cortos y anchos. Se clasifica dentro del grupo de las osteocondrodisplasias.

## Historia
La primera descripción fue realizada en el año 1959 por los médicos franceses Pierre Maroteaux y Maurice Emil Joseph Lamy.

## Epidemiología
Es poco frecuente, por término medio se presenta un caso por cada 60 000 nacimientos.

## Etiología
Es de origen genético y se debe a una mutación en el gen COMP ubicado en el cromosoma 19p13.1. Este gen codifica la proteína oligomérica de la matriz del cartílago (proteína COMP). Como resultado de la mutación, la proteína COMP es anómala. Esta proteína se encuentra en la matriz extracelular del cartílago, cerca de los condrocitos, y desarrolla un papel importante en la formación del hueso, aunque no se conoce bien su función. Se han descrito 60 mutaciones diferentes que pueden provocar la enfermedad. La más frecuente afecta al 30 % de los pacientes y causa la pérdida de un solo aminoácido (ácido aspartico) en la proteína final.

## Herencia
La enfermedad se hereda según un patrón autosómico dominante, por ello los descendientes de una persona afectada tienen un 50 % de probabilidades de desarrollar la enfermedad. En raras ocasiones la herencia es autosómica recesiva.

## Pronóstico
La expectativa de vida es normal, sin embargo la talla de adulto es baja y oscila entre los 82 y 130 cm. Suele desarrollarse artrosis precoz en diferentes articulaciones, con el consiguiente impacto sobre la calidad de vida.

## Diagnóstico diferencial
Lós síntomas pueden ser similares a los de la acondroplasia.